# Business Spotlight
Business Spotlight ist eine monatlich erscheinende Zeitschrift aus dem Bereich Wissensmagazin. Das Magazin verlegt der auf unterhaltsame Sprachlern-Medien spezialisierte ZEIT Sprachen Verlag (ehemals Spotlight Verlag) aus München. „Business Spotlight“ richtet sich an Leser, die ihr Geschäftsenglisch (Business English) trainieren und verbessern wollen. „Business Spotlight“ wurde im Jahr 2001 als Ableger der Zeitschrift Spotlight gegründet. Chefredakteurin ist die Amerikanerin Judith Gilbert.

## Konzept
Die Zeitschrift, deren Umfang 52 Seiten beträgt, richtet sich überwiegend an deutsche Muttersprachler und behandelt exklusiv Themen aus dem Geschäftsenglisch. So werden Fähigkeiten (Skills) wie Telefonieren, Schreiben, Präsentieren oder Meetings in Geschäftssituationen mit dem entsprechenden Vokabular beschrieben. Auf jeder Seite findet sich eine Übersetzung der schwierigen Wörter und Redewendungen vom Englischen ins Deutsche.
Es werden eigens fachdidaktisch bearbeitete Artikel verschiedener Schwierigkeitsstufen nach dem Gemeinsamen Europäischen Referenzrahmen veröffentlicht. Neben dem Magazin werden Übungshefte, Lehrerbeilagen und Audio-Produkte verlegt. 
Mit der britischen Tageszeitung The Guardian besteht eine syndizierte Kooperation.

## Auflage
Die Auflage wird seit dem zweiten Quartal 2020 nicht mehr der IVW gemeldet. Im ersten Quartal 2020 lag die verkaufte Auflage bei 13.975 Exemplaren.

## Auszeichnungen
„Business Spotlight“ wurde im Jahr 2007 vom Fachverband Deutscher Zeitschriftenverlage als „Fachzeitschrift des Jahres“ in der Kategorie RWS prämiert.